# Sjælland (region)
Region Sjælland je jedním z pěti regionů, vzniklých na základě správní reformy Dánska z 1. ledna 2007.

## Obce
Na území regionu se nacházejí následující obce:
| - Faxe Kommune - Greve Kommune - Guldborgsund Kommune - Holbæk Kommune - Kalundborg Kommune - Køge Kommune - Lejre Kommune - Lolland Kommune - Næstved Kommune - Odsherred Kommune - Ringsted Kommune - Roskilde Kommune - Slagelse Kommune - Solrød Kommune - Sorø Kommune - Stevns Kommune - Vordingborg Kommune | Region Sjælland v Dánsku |